# Douglas Lewis (boxe anglaise)
Pour les articles homonymes, voir Douglas Lewis et Lewis.
Douglas Lewis est un boxeur canadien né le 6 août 1898 à Toronto, Ontario et décédé le 19 février 1981 à Los Angeles (Californie).

## Carrière
Il remporte la médaille de bronze aux Jeux olympiques de Paris en 1924 dans la catégorie poids welters. Après avoir battu Edvard Hultgren, Giuseppe Oldani et Hugh Haggerty, Lewis s'incline en demi-finale contre le belge Jean Delarge.

## Palmarès

### Jeux olympiques
- Jeux olympiques de 1924 à Paris[2] (poids welters)